# El puerto de Marsella (1907)
El puerto de Marsella es un cuadro del pintor Paul Signac, realizado en 1907, que se encuentra en el Museo del Hermitage de San Petersburgo, Rusia.
Con una técnica puntillista, el pintor refleja los barcos, el agua y los edificios de la ciudad y el puerto, creando un mosaico de múltiples colores.
El amor a la navegación y el puerto marsellés se demostró por medio de varias obras con esta temática (El puerto de Marsella, (1884) Una vista de Marsella, (1905), etc.
El autor tiene una obra homónima de 1931.